# ArchiCAD
Archicad（アーキキャド）は、ハンガリー企業グラフィソフト社開発のMacintoshおよびWindows用建築CADソフトウェア。

## 概要
その開発は1982年に始まり、当時人気となった初代Apple Macintoshコンピュータ用として開発された。パーソナルコンピュータ上で2次元および3次元図面を作成できる初めてのCADとして知られている。現在、建築設計業界で10万人以上に使用されている。日本への導入は1994年からだが、当時Archicadの商標は登録済みであり、GRAPHISOFTという商品名で販売していた。2000年に自社で所有することが出来た為、Ver7.0より世界標準とおなじArchicadに統一した。また、2014年頃にソフトウェアのリブランディングが行われ、大文字の「CAD」部分が小文字となった。
Archicadでは、一般に「スマートオブジェクト」と呼ばれるデータの豊富なパラメトリックオブジェクトで作業する。これは1980年当時に開発されていた他のCADプログラムの操作法とは異なる。壁、スラブ、屋根、ドア、窓、家具など、「バーチャルビルディング」と呼ばれる仮想の建築要素を作成する。「ライブラリ」と呼ばれる一覧からカスタマイズ可能な既存オブジェクトを選択することができる。 
Archicadでは、2次元および3次元の両方の画面上で作業することができるようになっている。プログラムのデータベースには3次元の情報が常に保持されているが、2次元の図面を必要なときに出力することができる。平面図、立面図、断面図が3次元のバーチャルビルディングモデルから生成され、常時更新される。詳細図では、モデルの一部を拡大し2次元の詳細を書き込む事ができる。
外部の開発会社や建設製品メーカーなどからArchicad用の建築向けライブラリも用意されている。プログラム内には、新規ライブラリを作成するためのGDL(幾何図形定義言語)と呼ばれる機能が搭載されている。
Archicadでは、DWG、DXF、IFCおよびSketchUpファイルなどに入出力が可能。ただし、Archicadで出力された各ファイル形式のネイティブアプリケーションでの表示および機能が制限される場合もある。グラフィソフト社は、建築CADのファイルおよびデータの相互運用を目的とした法人組織International Alliance for Interoperability (IAI)のメンバーでもある。

## レンダラー
Archicad 18以降、レンダラーとしてCinema 4Dに使われているCineRenderが搭載されており、標準でリアルなレンダリングが可能となっている。
Archicad 18より前は、サードパーティー製のレンダラーであるArtlantisやMaxwell Renderが良く使われていた。

## チームワーク
Archicad 13で革命的な改良がなされた新しいチームワーク機能は、共同プロジェクト作業へのまったく新しいアプローチであり、特に現代の国際的なチーム活動の需要に応えるようにデザインされている。この次世代チームワークソリューションはクライアント/ サーバーアーキテクチャをベースにしており、最大限のフレキシビリティ、速度、およびデータ保護が確保されるようデザインされているので、チームが世界中に展開されている場合でも、大規模なプロジェクトに共同して取り組むことができる。

## BIMサーバー
グラフィソフトBIMサーバーはArchicad 13で導入された新しいチームワークをサポートするのに必要なアプリケーション。この機能は複数のクライアントに高速の、同時アクセスを可能にするクライアントサーバーテクノロジーに基づいている。グラフィソフトBIMサーバーはこのシステムでクライアントである複数のArchicadからネットワークを通して接続される。

## リリース履歴（カッコ内は日本名）
- 1987年 - Archicad 3.1 （日本未発売）
- 1991年 - Archicad 4.1（日本未発売）
- 1993年 - Archicad 4.12 （日本未発売）
- 1994年 - Archicad 4.5 （GRAPHISOFT 4.5）
- 1995年 - Archicad 4.55 （GRAPHISOFT 4.55）
- 1996年 - Archicad 5.0 （GRAPHISOFT 5.0）
- 1997年 - Archicad 5.1 （GRAPHISOFT 5.1）
- 1998年 - Archicad for TeamWork (別名6.0) （GRAPHISOFT 6.0）
- 1999年 - Archicad 6.5 （GRAPHISOFT 6.5）
- 2001年 - Archicad 7.0
- 2002年 - Archicad 8
- 2003年 - Archicad 8.1
- 2004年 - Archicad 9
- 2006年 - Archicad 10
- 2007年 - Archicad 11
- 2008年 - Archicad 12
- 2009年 - Archicad 13
- 2010年 - Archicad 14
- 2011年 - Archicad 15
- 2012年 - Archicad 16
- 2013年 - Archicad 17
- 2014年 - Archicad 18
- 2015年 - Archicad 19
- 2016年 - Archicad 20
- 2017年 - Archicad 21
- 2018年 - Archicad 22
- 2019年 - Archicad 23
- 2020年 - Archicad 24
- 2021年 - Archicad 25
- 2022年 - Archicad 26
- 2023年 - Archicad 27
- 2024年 - Archicad 28

## 関連製品
- Solibri - ルールセットを用いた干渉チェック／分析ツール
- Graphisoft BIMx - iPhone、iPad、Android端末上で動作する無料のウォークスルーソフト
- Graphisoft BIMcloud - OPEN BIMデータハブの役割を持つクラウド上のサーバ
- Artlantis Studio (Abvent)
- Artlantis Render (Abvent)
- Cinema4Dコンバータ (GRAPHISOFT R&D)
- SketchUpコンバータ (GRAPHISOFT R&D)
- Google Earth Connections (GRAPHISOFT R&D)
- BE-Bridgeコンバータ (GRAPHISOFT Japan)
- ADSコンバータ (生活産業)
- ArchiGlazing (GRAPHISOFT R&D)
- Virtual Building Explorer (GRAPHISOFT R&D)
- MEP Modeler (GRAPHISOFT R&D)
- EcoDesigner (GRAPHISOFT R&D)
- SSC For Archicad - 構造躯体変換ソフト (ソフトウェアセンター)

## 関連書籍
- AutoCADユーザーのためのArchicad読本 (グラフィソフトジャパン株式会社)
- AutoCAD　はじめてのBIM設計 (新　貴美子著、グラフィソフトジャパン株式会社)

## ファイル形式
- PLN
- PLA
- DXF
- DWG
- JWC
- JWW
- DGN
- IFC2x3
- 3ds Max(3ds)
- U3D(u3d)
- VRML
- 3DMF
- SketchUp(skp)
- Google Earth(kml)(kmz)
- ADS(cw2)
- GDL
- WavveFront(obj)
- BE-Bridge(ceq)
- DWF
- WMF
- EMF
- HPGL
- PMK
- ASCII
- TXT
- RTF
- HTML
- GDL
- IFCXML
- CSV
- JPEG
- TIFF
- PNG
- TGA
- BMP
- PICT
- Photoshop(psd)
- SGI
- AVI
- QuickTimeVR
- QuickTimeMOV